# أرغد (اسم)
أرغد هو اسم علم مذكر من أصل عربي، ومعناه هو الذي طاب عيشه واتسع.

## وصلات خارجية
- موسوعة السلطان قابوس لأسماء العرب